# .mobi
.mobi — загальний домен верхнього рівня. Він використовується для сайтів, які адаптовані для перегляду на екранах телефонів та інших мобільних пристроїв (мобільні сайти). Сайти у цьому домені можуть також проглядатися деякими комп'ютерними браузерами (наприклад Firefox, Google Chrome, Opera). Реєстрація почалася 21 серпня 2006 року.